# Omia cymbalariae
Omia cymbalariae là một loài bướm đêm trong họ Noctuidae.